# Loredana (Rapperin)

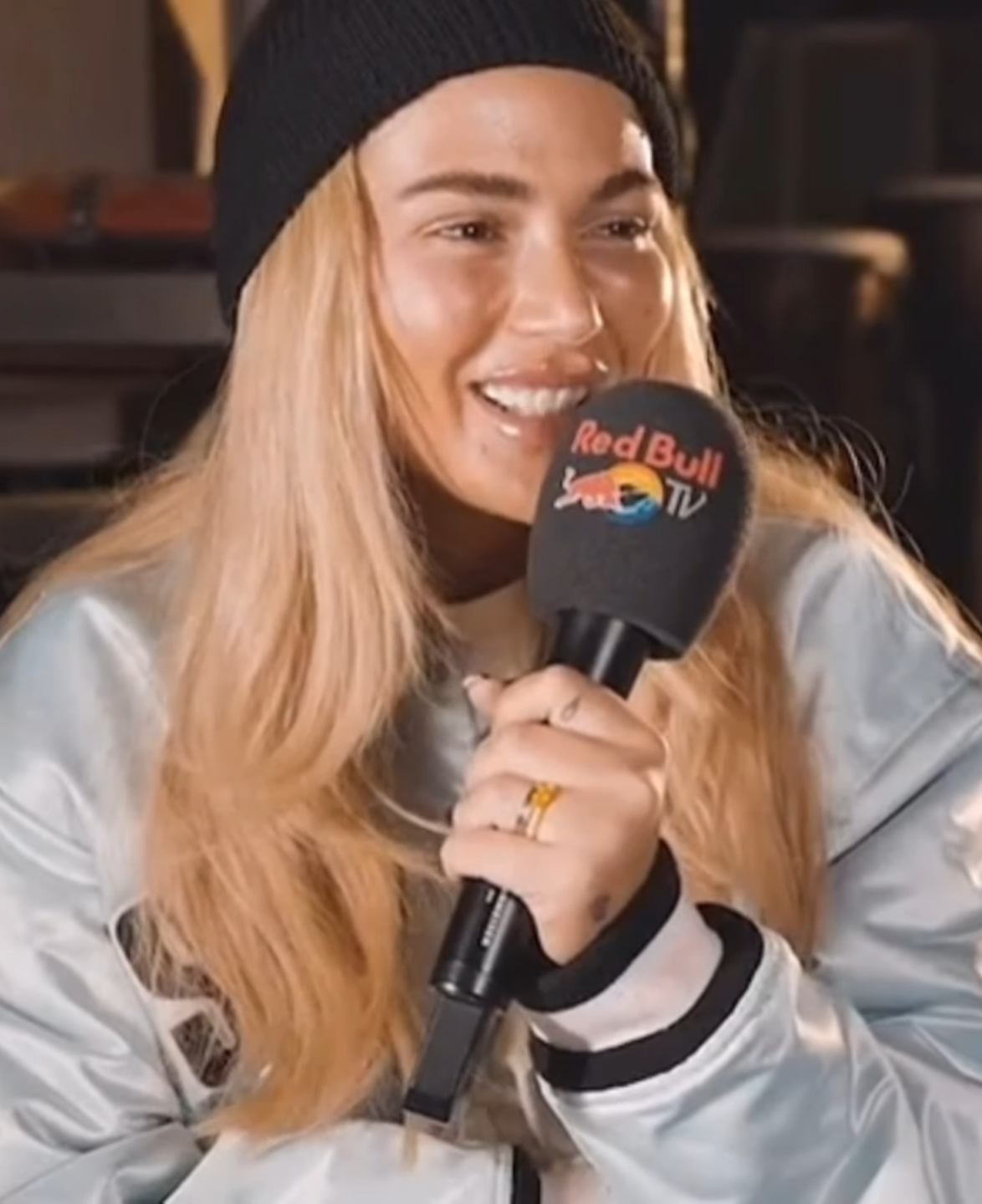
Loredana (2021)

Loredana, bürgerlich Loridana Adeyemi (* 1. September 1995 als Loridana Zefi in Luzern) ist eine deutschsprachige Rapperin mit kosovarischer Staatsangehörigkeit aus der Schweiz.

## Leben und Karriere
Loridana Zefi wurde am 1. September 1995 in Luzern geboren und wuchs als Kind albanischer Eltern aus dem Kosovo in Emmenbrücke im Kanton Luzern auf. Nach ihrer Schulzeit absolvierte sie eine KV-Lehre. Sie hat neun ältere Geschwister. Ihre Karriere begann sie auf Instagram mit einem Lip-Sync-Video zu dem Track Habibi des Rappers Maître Gims. Unterstützung bei der Verbreitung ihrer Posts erhielt sie vor allem durch ihren damaligen Freund und späteren Ehemann, den kosovarischen Rapper Mozzik. Sie eröffnete am 15. Juni 2018 einen YouTube-Kanal und lud dort das Musikvideo zu ihrem Song Sonnenbrille hoch. Der Track wurde von Miksu und Macloud produziert. Der im Trap- und Cloud-Rap-Stil gehaltene Song erreichte innerhalb von 15 Tagen 13 Millionen Aufrufe und 200'000 Likes auf YouTube.
Am 14. September 2018 erschien die Single Bonnie & Clyde mit ihrem Freund Mozzik, die mit Top-drei-Platzierungen in den deutschsprachigen Ländern den Erfolg des Vorgängers übertraf. Romeo & Juliet erschienen im Februar 2019, erreichte die Top drei der Charts in Deutschland. Ihr Debütalbum King Lori erschien am 13. September 2019. Mit der Singleauskopplung Kein Plan erreichte sie im September 2019 zum ersten Mal Platz eins der deutschen Singlecharts. 2020 erschien die Single Checka mit Delara.
Mit ihrem ehemaligen Mann Mozzik alias Gramoz Aliu hat sie eine Tochter (* 2018). Mit ihrer Hochzeit nahm sie zwischenzeitlich den Namen Loridana Aliu Zefi an. Im Oktober 2019 gab Loredana bekannt, dass sich das Paar privat und geschäftlich getrennt habe und sie alleine auf die «Bonnie & Clyde Tour 2020» gehe, welche seitdem unter dem Namen «King Lori Tour» lief. Nach dem ersten Konzert musste die Tour aufgrund der COVID-19-Pandemie abgesagt werden. 2024 gab Loredana bekannt, dass die Ehe seit kurzem geschieden ist.
Loredana ist kosovarische Staatsbürgerin. 2013 reichte sie ein erstes Gesuch zum Erwerb des Schweizer Bürgerrechts ein, das mangels weiterer Eingaben von den Behörden als «administrativ erledigt» erklärt wurde.
Bei der «Ein Herz für Kinder»-Spendengala 2020 spendeten Loredana und ihr Plattenlabel je 50'000 Euro.
Sie ist seit Dezember 2022 mit dem deutschen Fussballspieler Karim Adeyemi liiert, im Oktober 2024 heiratete das Paar. Sie nahm seinen Namen an.
Im Jahr 2024 war sie Jury-Mitglied bei DSDS.
Im selben Jahr veröffentlichte sie ihre Autobiografie Als mein Herz brach.

## Betrugsvorwürfe, Einigung und Zahlung an Geschädigte
Loredana wurde am 7. Mai 2019 in ihrer damaligen Wohnung in Luzern von der Kantonspolizei festgenommen. Sie soll mittels einer Betrugsmasche ein älteres Ehepaar um über 700'000 Franken gebracht haben. Die Staatsanwaltschaft hatte eine Untersuchung wegen Verdachts auf Betrug von 350'000 Franken eingeleitet. Loredana soll sich als Teil der Betrugsmasche mehrfach als Tochter des bekannten Rechtsanwalts Valentin Landmann ausgegeben haben, um finanzielle Vorteile zu erlangen. Neben Loredana selbst, sollten mindestens drei weitere Brüder involviert gewesen sein.
Nach ihrer Festnahme und Vernehmung wurde Loredana wieder freigelassen, da laut der Luzerner Staatsanwaltschaft keine Flucht- und Verdunkelungsgefahr bestand. Zwei Tage später flog sie nach Pristina in den Kosovo. Dort gab sie eine Pressekonferenz, in der sie sich keiner Schuld bewusst zeigte und einen Betrug abstritt. Die Zahlungen des Ehepaars seien freiwillig erfolgt und das Geld lediglich geliehen gewesen.
Im Mai 2019 musste Loredana sämtliche Festival-Auftritte für das laufende Jahr absagen.
Im Oktober 2020 gab die Luzerner Staatsanwaltschaft bekannt, dass sie das Verfahren gegen Loredana u. a. wegen Verdachts auf gewerbsmässigen Betrug einstellte. Loredana und die Geschädigte hätten sich aussergerichtlich geeinigt. Sie gestand u. a. ein, dass sie sich unrechtmässig als Rechtsanwältin ausgegeben, die Geschädigte getäuscht und damit Geld erhältlich gemacht zu haben. Sie bezahlte der Geschädigten eine Entschädigung, die höher lag als die Deliktsumme von rund 430'000 Franken. Zudem übernahm sie die Verfahrenskosten. Gegen einen tatbeteiligten Bruder, der als Gehilfe agierte, erging ein analoger Einstellungsentscheid. Er beteiligte sich an der Wiedergutmachung. Laut Einstellungsverfügung zahlte Loredana insgesamt 609'000 Franken an die Geschädigte als Wiedergutmachung und Entschädigung für ihren Anwalt. Damit bezahlte Loredana auch einen grossen Teil der Abzockerei ihres Bruders, obwohl diesem strafrechtlich nichts vorgeworfen werden kann, da sich die Geschädigte zu leichtgläubig von ihm täuschen liess.

## Diskografie
Studioalben

| Jahr | Titel Musiklabel        | Höchstplatzierung, Gesamtwochen, AuszeichnungChartplatzierungen (Jahr, Titel, Musiklabel, Platzierungen, Wochen, Auszeichnungen, Anmerkungen) | Höchstplatzierung, Gesamtwochen, AuszeichnungChartplatzierungen (Jahr, Titel, Musiklabel, Platzierungen, Wochen, Auszeichnungen, Anmerkungen) | Höchstplatzierung, Gesamtwochen, AuszeichnungChartplatzierungen (Jahr, Titel, Musiklabel, Platzierungen, Wochen, Auszeichnungen, Anmerkungen) | Anmerkungen                              |
| Jahr | Titel Musiklabel        | DE | AT | CH | Anmerkungen                              |
| ---- | ----------------------- | --- | --- | --- | ---------------------------------------- |
| 2019 | King Lori Loredana (GA) | DE3 (36 Wo.)DE | AT2 (30 Wo.)AT | CH2 (15 Wo.)CH | Erstveröffentlichung: 13. September 2019 |
| 2020 | Medusa Loredana (GA)    | DE15 (5 Wo.)DE | AT17 (2 Wo.)AT | CH19 (4 Wo.)CH | Erstveröffentlichung: 11. Dezember 2020  |

## Filmografie

### Fernsehen
- 2020: Loredana, die Doku (4-teilig; von Modus Mio / Spotify)[25][26]
- 2021: Red Bull Symphonic: Loredana – Die Dokumentation[27]
- 2022: Apache bleibt gleich (Gastauftritt)[28]
- 2024: Deutschland sucht den Superstar (Jurorin)[29]

## Bücher
- Als mein Herz brach. Edition a, Wien 2024, ISBN 978-3-99001-777-7.

## Auszeichnungen
Bravo Otto
- 2018: «Hip-Hop Act» (Silber)[30]
- 2019: «Hip-Hop National» (Gold)[31]

MTV Europe Music Awards
- 2019: «Best Swiss Act»[32][33]
- 2020: «Best Swiss Act»[34]
- 2022: «Best Swiss Act»[35]

Hype Awards
- 2019: «Hype Künstlerin»[36]

Swiss Music Awards
- 2020: «Best Breaking Act»[37]